# Napaea cribralis
Napaea cribralis är en fjärilsart som beskrevs av Hans Ferdinand Emil Julius Stichel 1915. Napaea cribralis ingår i släktet Napaea och familjen Riodinidae. Inga underarter finns listade i Catalogue of Life.